# Ragtime Cowboy Joe

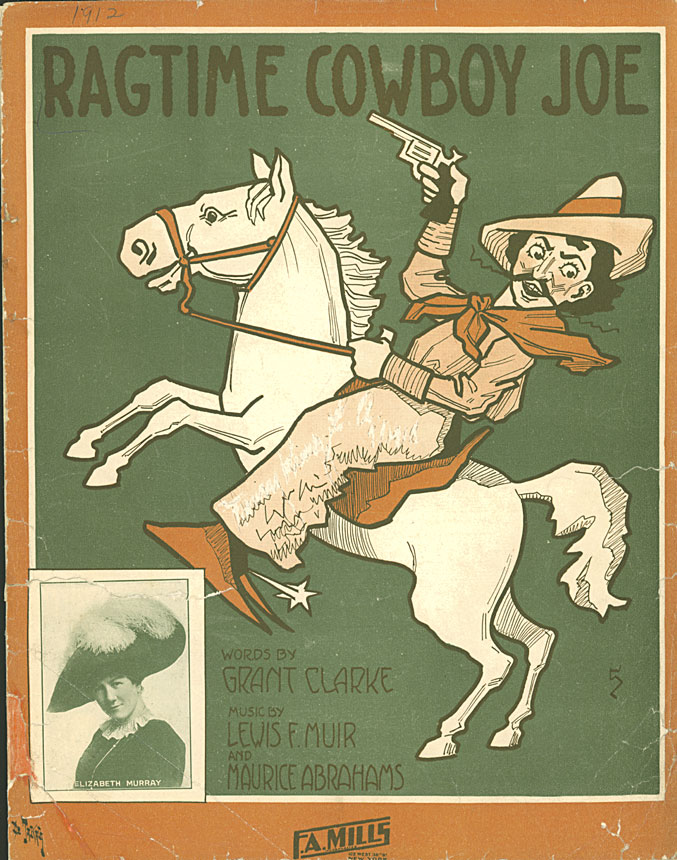
Notenblatt von Ragtime Cowboy Joe (1912)

Ragtime Cowboy Joe ist ein Popsong, den Lewis F. Muir, Maurice Abrahams (Musik) und Grant Clarke (Text) verfassten und 1912 veröffentlichten.

## Hintergrund
Die Idee zu Ragtime Cowboy Joe entstand bei einem Treffen der drei Songwriter Grant Clarke (1891–1931), Lewis F. Muir und Maurice Abrahams (1883–1931) (die 1921 zusammen für Fanny Brice den Song Second Hand Rose schrieben) im Haus von Abrahams in Brooklyn, als dessen Neffe Joe Abrahams in einem Cowboy-Kostüm erschien. Der Rag ist in der Form eines Marsches gehalten.
Der Sänger Bob Roberts hatte mit dem Rag 1912 in den USA einen Nummer-eins-Hit; es war die zweitbestverkaufte Schallplatte des Jahres.
Ragtime Cowboy Joe wurde die Hymne der University of Wyoming und gilt als beliebter humoristischer Standard für Western- und Hillbilly-Stringbands.

## Erste Aufnahmen und spätere Coverversionen
Der Diskograf Tom Lord listet im Bereich des Jazz insgesamt 12 (Stand 2016) Coverversionen, u. a. von Pinky Tomlin (1935), Harry Roy’s Tiger-Ragamuffins (1937), Ella Logan (1938), Van Alexander (1939), Paul Whiteman and His Orchestra Featuring The Four Modernaires (1939), Jo Stafford, Geraldo, Tiny Hill and The Hilltoppers, Eddy Howard (1945), Knuckles O’Toole, Jerry Smith, Terry Waldo/Susan La Marche und Teresa Brewer. Ragtime Cowboy Joe fand auch Verwendung in dem gleichnamigen Western unter der Regie von Ray Taylor sowie in Incendiary Blonde (1945, Regie George Marshall).